# هندسه ریمانی
هندسه ریمانی (به انگلیسی: Riemannian Geometry)، شاخه‌ای از هندسه دیفرانسیل است، که به مطالعه منیفلدهای ریمانی می پردازد، یعنی منیفلدهای هموار مجهز به متریک ریمانی، این ساختار منیفلد را در هر نقطه مجهز به ضرب داخلی روی فضای مماس می کند، به طوری که از نقطه‌ای به نقطه دیگر به طور هموار تغییر می‌کند. همچنین این ساختار به طور خاص مفاهیم موضعی چون زاویه، طول خم، مساحت رویه و حجم را به‌دست می دهد. از این‌ها، برخی از سایر کمیّت‌های سرتاسری را می توان به وسیله انتگرال‌گیری به‌دست آورد.
هندسه ریمانی، از بینش برنهارت ریمان نشأت گرفت، که در نطق افتتاحیه خودش (با عنوان «در مورد فرضیاتی که هندسه بر آن بنا نهاده شده») آن را بیان داشت. این هندسه، تعمیم بسیار وسیع و مجردی از هندسه دیفرانسیل رویه‌های درون {\displaystyle \mathbb {R} ^{3}} است. توسعه هندسه ریمانی منجر به ایجاد نتایج متنوعی در ارتباط با هندسه رویه‌ها و رفتار ژئودزیک رویشان شد، به همراه تکنیک‌هایی که می توان از آن ها در مطالعه منیفلدهای دیفرانسیل‌پذیر ابعاد بالاتر استفاده کرد. این ساختار منجر به فرموله کردن نسبیت عام انشتین شده و اثرات ژرفی را بر روی نظریه گروه‌ها، نظریه نمایش، و آنالیز ایجاد کرده و موجب توسعه توپولوژی جبری و توپولوژی دیفرانسیل گشته است.

## ارجاعات
1. ↑  http://www.maths.tcd.ie/pub/HistMath/People/Riemann/Geom/"Ueber die Hypothesen, welche der Geometrie zu Grunde liegen"

- مشارکت‌کنندگان ویکی‌پدیا. «Riemannian Geometry». در دانشنامهٔ ویکی‌پدیای انگلیسی، بازبینی‌شده در ۸ مهٔ ۲۰۲۱.

## پیوندهای بیرونی
- Riemannian geometry by V. A. Toponogov at the Encyclopedia of Mathematics
- Weisstein, Eric W. "Riemannian Geometry". MathWorld.